# Ногаль, Артур
Артур Ногаль (пол. Artur Nogal; 26 августа 1990, Варшава) — польский конькобежец, участник Олимпийских игр 2014 года в Сочи на дистанции 500 метров.

## Биография
На Олимпийских играх в Сочи выступал на дистанции в 500 метров. Итоговый общий результат — 71,49, отставание от лидера 2,18 и 36 место.
Тренер Артура с 2012 года — Веслав Кмецик.

## Достижения
- Чемпионат мира по конькобежному спорту среди юниоров: золото (500 м, 2010 год, Москва)[1].